# V Puchar Gordona Bennetta (balonowy)
V Puchar Gordona Bennetta – zawody balonów wolnych o Puchar Gordona Bennetta zorganizowane w 1910 w Saint Louis. Zawody rozpoczęły się 17 października.

## Historia
W zawodach wystartowało 10 załóg, po trzy ze Stanów Zjednoczonych i Niemiec i po dwie z Francji i Szwajcarii. Start pierwszego balonu nastąpił o 14.30, a po nim w odstępach 5 minutowych startowały kolejne. 

## Uczestnicy
| Zajęte miejsce | Balon              | Pojemność | Załoga pilot pomocnik pilota                | Kraj                 | Czas lotu [h] | Odległość [w km] | Państwo Miejsce lądowania         |
| -------------- | ------------------ | --------- | ------------------------------------------- | -------------------- | ------------- | ---------------- | --------------------------------- |
| 1.             | America II         | 2200      | Alan R. Hawley, Augustus Post               | Stany Zjednoczone    | 44:25         | 1887,60          | Kanada Quibec                     |
| 2.             | Düsseldorf II      | 2200      | Hans Gericke Samuel F. Perkins              | Cesarstwo Niemieckie | 42:30         | 1820,00          | Kanada 17 km od jeziora Nipissing |
| 3.             | Germania           |           | Hugo Wilhelm von Abercron August Blanckertz | Cesarstwo Niemieckie | 39:07         | 1376,00          | Kanada Coocoocache                |
| 4.             | Helvetia           | 2200      | Theodor Schaeck A. Armbruster               | Szwajcaria           | 36:28         | 1329,00          | Kanada Témiscamingue (jezioro)    |
| 5.             | Harburg III        |           | Leopold Vogt W. F. Assman                   | Cesarstwo Niemieckie | 32:16         | 1323,00          | USA Nipissing (jezioro)           |
| 6.             | Azurea             |           | Emil Messner Leon Girandan                  | Szwajcaria           | 38:53         | 1216,00          | Kanada Biscolaning(Ontario)       |
| 7.             | Isle de France     | 2200      | Alfred Leblanc Walter de Munn               | Francja              | 35:00         | 1161,00          | USA Pagamasing (Ontario)          |
| 8.             | Saint Louis        |           | Harry E. Honeywell J. W. Tolland            | Stany Zjednoczone    | 28:00         | 840,00           | USA Hlillmann                     |
| 9.             | Condor             |           | Jacques Faure Ernest G. Schmolck            | Francja              | 22:20         | 665,00           | USA Two Rivers                    |
| 10.            | Million Population |           | Louis Van Phul Joseph M O'Reilly            | Stany Zjednoczone    |               | 510,00           | USA Racine                        |

## Przebieg zawodów
Jako pierwszy wystartował francuski balon Condor, po nim startowały: Million Population, Azurea, Harburg III, Isle de France, Saint Louis, Düsseldorf II, America II i jako ostatnia Germania. Lecący na balonie Harburg Leo Vogt i Assman wpadli do jeziora Nipissing. Dopłynęli do brzegu, ale Assman miał złamaną rękę i przeciętą tętnicę w nadgarstku. Indianie dali im okrycia i odwieziono ich do szpitala. Załoga balonu America II wylądowała na zboczu góry w niedostępnym rejonie Quebecu. Wylądowali wieczorem i noc spędzili w koszu balonu. Potem przez 8 dni przedzierali się do zamieszkanych rejonów. Przeprowadzono największe poszukiwania w Stanach Zjednoczonych. Po odnalezieniu okazało się, że nie tylko wygrali turniej, ale również ustanowili rekord.  Zwycięzca otrzymał 2 tysiące dolarów, a nagrody za drugie i trzecie miejsce wynosiły: tysiąc 500 i tysiąc 250 dolarów.